# Висельники
«Висельники» (англ. Gallowwalkers) — американский вестерн 2013 года режиссёра Эндрю Гота с Уэсли Снайпсом в главной роли. 27 октября 2012 года фильм был показан на фестивале Film4 FrightFest в Великобритании. Выход на DVD в прокат США состоялся 6 августа 2013 года.

## Сюжет
Стрелок Аман (Уэсли Снайпс), чьи жертвы возвращаются с того света в обличье зомби в обмен на его собственное воскрешение, и простой парень Фабулос (Райли Смит) вместе пытаются справиться с бандой мертвецов, возглавляемой Кансой (Кевин Ховарт).

## В ролях
| Актёр                | Роль          |
| -------------------- | ------------- |
| Уэсли Снайпс         | Аман          |
| Кевин Ховарт         | Канса         |
| Райли Смит           | Фабулос       |
| Танит Феникс         | Эйнджел       |
| Симона Брликова      | Кисскат       |
| Стивен Элдер         | Апполон Джонс |
| Патрик Берджин       | Маршалл Газа  |
| Даймонд Даллас Пэйдж | верзила       |